# Tomi Shimomura
Tomi Shimomura (født 8. december 1980) er en tidligere japansk fodboldspiller.
Han har spillet for flere forskellige klubber i sin karriere, herunder Cerezo Osaka, JEF United Chiba, Montedio Yamagata, Shonan Bellmare og Giravanz Kitakyushu.